# ROWE
ROWE (англ. Results Only Work Environment — орієнтоване на результат робоче середовище) — стратегія управління людськими ресурсами, спільно створена Джоді Томпсон і Калі Ресслер, згідно якої працівникам платять за результати (вихід), а не за кількість відпрацьованих годин. Калі і Джоді, які спочатку запропонували стратегію на Best Buy, відтоді започаткували консультаційну групу під назвою CultureRx. Стратегія згодом була реалізована на другому за розмірами американському роздрібному торговцю Gap., а також на Girl Scouts of San Gorgino, J.A. Counter та інших компаніях. ROWE намагається дати менеджерам інструментальні засоби для визначення цілей, які можуть бути чітко досягнуті або недосягнуті результатами індивідуальних працівників, які працюють на цього менеджера. Цей акцент на досягнення чи недосягнення результатів дає значну свободу в організації, щоб зосередитися на меншій кількості дрібних деталей повсякденної рутини працівника.